# Coccinella undecimpunctata
Coccinelle à 11 points
Espèce
Coccinella undecimpunctata, la Coccinelle à 11 points, est une espèce de coléoptères de la famille des Coccinellidae originaire d'Asie centrale, bien que couramment rencontrée en Europe et en Amérique du Nord bien que ses populations diminuent,.

## Description

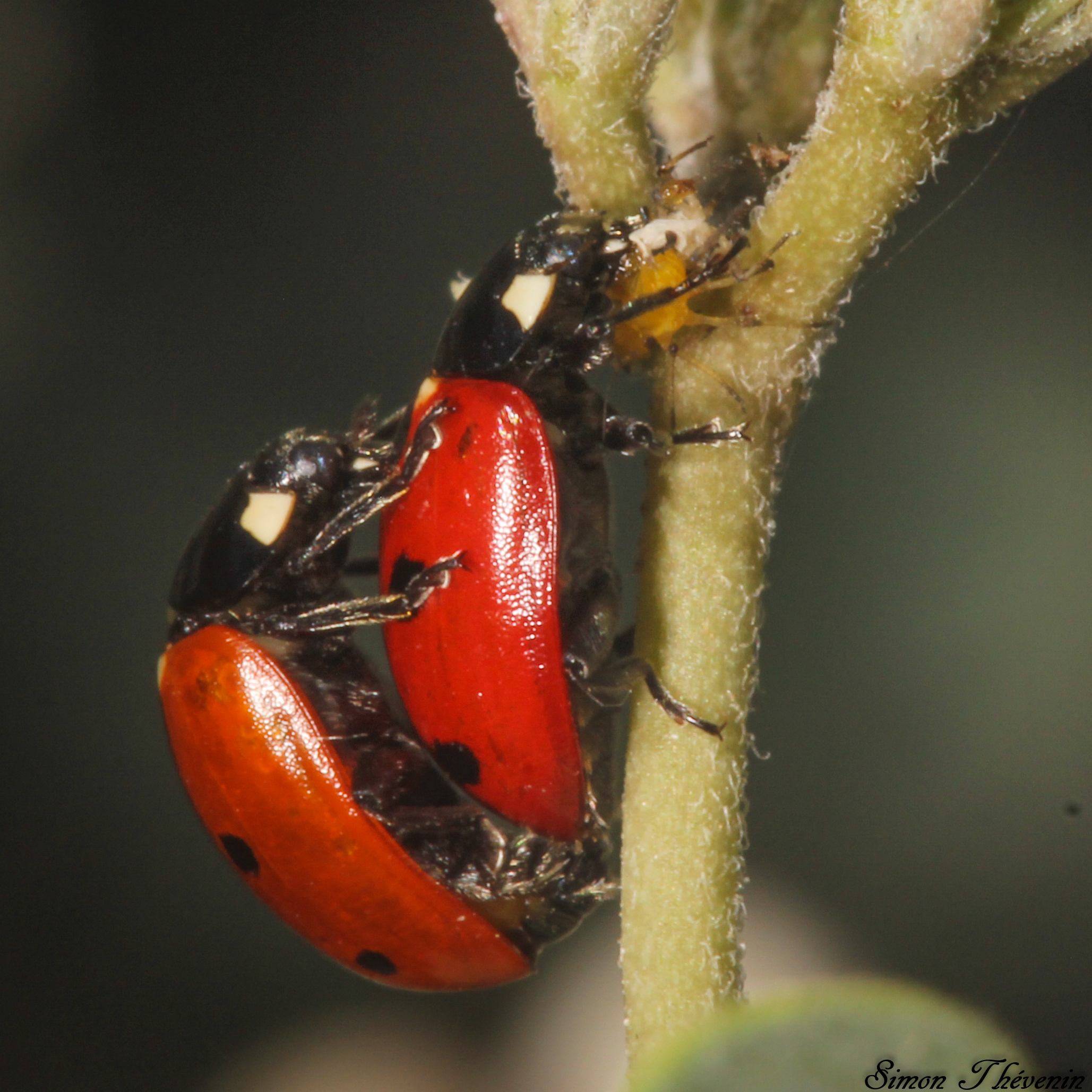
Accouplement de la forme à cinq taches.

C. undecimpunctata est une coccinelle avec onze taches noires sur ses élytres rouges ou orange. Sa taille peut varier entre 4 et 5 mm. Il peut sembler que ce coléoptère a six taches sur chaque élytre, mais la tache noire au centre des élytres, juste derrière le pronotum, compte pour une seule. Dans le sud de la France cette espèce se présente avec seulement cinq taches.

## Distribution
Cette espèce est présente dans l'écozone paléarctique - Europe, Afrique du Nord, Russie européenne, Caucase, Sibérie, Extrême-Orient russe, Ukraine, Moldavie, Kazakhstan, Asie centrale, Asie occidentale, Afghanistan, Mongolie, Chine, Pakistan, Inde du Nord. C. undecimpunctata a été introduite en Australie comme agent de lutte biologique.

## Habitat et écologie
Elle se nourrit de pucerons dans les champs, les biotopes rudéraux, les steppes, les carrières de pierre, les friches, les lisières de forêts sèches dans les prairies et les prairies et dunes côtières et à proximité des rivières. Fréquente dans les biotopes à Ammophila arenaria, elle est également présente sur les sols alluviaux et dans les biotopes à Salix purpurea. Elle est résistante au sel et peut se nourrir de pucerons vivant sur Atriplex tatarica et d'autres poacées associées aux zones salines.

## Biologie
C. undecimpunctata a tendance à cannibaliser les œufs d'autres individus/couples. Elle le fait pour améliorer la viabilité de ses propres œufs, augmenter sa fécondité et diminuer le temps de développement de la progéniture restante. Cependant, ces avantages dépendent du sexe qui cannibalise les œufs. La cannibalisation paternelle augmente la fécondité et la viabilité des œufs, là où la cannibalisation maternelle ne fait qu'augmenter la viabilité des œufs. Si les deux parents cannibalisent les œufs, la nymphose et le temps de développement général diminuent.

## Maladie
Wolbachia est un genre de bactéries héritées de la mère qui infeste principalement les arthropodes. Cette bactérie tue la progéniture mâle dans l'œuf, favorisant la progéniture femelle. Si les œufs hôtes sont exposés à un traitement thermique, la bactérie meurt et ne laisse aucune trace moléculaire.

## Relation avec l'homme
Les coccinelles sont utilisées en lutte antiparasitaire pour divers ravageurs, qu'elles soient utilisées dans les maisons pour les plantes de loisir, dans les jardins pour les pantes nourricières ou dans des environnements plus industriels. Les formes biologiques de lutte antiparasitaire sont utilisées car elles sont moins nocives que les insecticides, qui peuvent avoir des effets négatifs voire dangereux sur la plante, les insectes bénéfiques, et même l'homme. C. undecimpunctata s'est avérée être une excellente mesure de lutte antiparasitaire contre les cochenilles farineuses du coton (Phenacoccus solenopsis), bien que les femelles aient tendance à manger plus au cours de leur vie que les mâles. Elle est aussi utilisée pour la lutte antiparasitaire contre les pucerons. Plutôt que de simplement utiliser ces coléoptères à l'âge adulte pour lutter contre les ravageurs, il a été démontré qu'ils mangent un peu moins de 1,5 fois plus à leur quatrième stade larvaire qu'à l'âge adulte. Il est préférable de relâcher les populations de C. undecimpunctata lorsque les populations de ravageurs sont faibles.

## Liste des sous-espèces
Selon GBIF (4 août 2023) :
- Coccinella undecimpunctata aegyptiaca Reiche, 1861
- Coccinella undecimpunctata boreolitoralis Donisthorpe, 1918
- Coccinella undecimpunctata menetriesi Mulsant, 1850
- Coccinella undecimpunctata tripunctata Linnaeus, 1758
- Coccinella undecimpunctata undecimpunctata Linnaeus, 1758

## Systématique
Le nom valide complet (avec auteur) de ce taxon est Coccinella undecimpunctata Linnaeus, 1758.
Ce taxon porte en français le nom vernaculaire ou normalisé suivant : Coccinelle à 11 points,.
Coccinella undecimpunctata a pour synonymes :
- Coccinella 11-punctata Linnaeus, 1758
- Coccinella undecempunctata Linnaeus, 1758